# Sierzchów (województwo wielkopolskie)
Sierzchów – wieś w Polsce położona w województwie wielkopolskim, w powiecie kaliskim, w gminie Opatówek.
Według danych z 21 kwietnia 2004 r. wieś miała 473 mieszkańców
W latach 1975–1998 miejscowość położona była w województwie kaliskim.